# 16986 Archivestef
16986 Archivestef este un asteroid din centura principală de asteroizi.

## Descriere
16986 Archivestef este un asteroid din centura principală de asteroizi. A fost descoperit pe 15 ianuarie 1999 la Stația Anderson Mesa în cadrul programului LONEOS. Asteroidul prezintă o orbită caracterizată de o semiaxă mare de 2,30 ua, o excentricitate de 0,16 și o înclinație de 2,2° în raport cu ecliptica.